# Mirjam Pinkhof
Mirjam Pinkhof (* 5. Dezember 1916 in Loosdrecht als Mirjam Waterman; † 16. Februar 2011 in Haifa) war eine niederländische Widerstandskämpferin im Zweiten Weltkrieg.

## Leben
Mirjam Waterman wuchs auf dem Bauernhof ihrer Eltern in Loosdrecht auf. Ihre Eltern waren nicht-religiöse Juden und Pazifisten. Nach ihrer Schulzeit an der lagere school in Hilversum ging sie auf die Pädagogische Hochschule und wurde danach Lehrerin am „Werkplaats“ (deutsch „Arbeitsplatz“), der Schule von Kees Boeke in Bilthoven, die von humanistischen und pazifistischen Idealen geprägt war.
Die Schule nahm vor dem Krieg viele deutsch-jüdische Flüchtlinge auf, die dann wegen der Besetzung der Niederlande durch das Deutsche Reich in Bedrängnis kamen. Mirjam Waterman wurde Mitglied der zionistischen Bewegung. Dort traf sie Menachem Pinkhof, einen der Gruppenleiter der Flüchtlingsgruppe, den sie später heiratete. Während die jüdischen Kinder von den Deutschen aus normalen Schulen verbannt wurden, eröffneten Mirjam und Menachem eine jüdische Schule in ihrem Elternhaus. Als die Deportation drohte, schlossen sie sich der „Gruppe Westerweel“ an, die von dem Widerstandskämpfer Joop Westerweel geleitet wurde, und retteten 320 von 821 dieser zionistischen Jugendlichen das Leben. 70 von ihnen wurden über Spanien ins damalige Palästina geschmuggelt.
Pinkhof und ihr Mann waren gezwungen, während ihrer Aktivitäten ständig in verschiedenen Verstecken unterzutauchen. Aber schließlich wurden sie durch Verrat aufgegriffen. 1944 wurden Mirjam und Menachem verhaftet und über das Durchgangslager Westerbork ins Konzentrationslager Bergen-Belsen deportiert. Beide überlebten und wurden am 23. April 1945 aus einem als Verlorener Zug bekannt gewordenen Todestransport, welcher sie gemeinsam mit 2500 anderen Austauschjuden nach Theresienstadt bringen sollte, durch sowjetische Soldaten in der Nähe des brandenburgischen Dorfes Tröbitz befreit. Am 13. Mai 1945 machten sie sich von dort aus mit Fahrrädern auf den Weg in ihre Heimat und übergaben, nachdem sie am 9. Juni 1945 die holländische Grenze überquert hatten, dem Auswärtigen Amt in Den Haag ein Memorandum, wodurch die westlichen Alliierten vom Verbleib dieses Transportes erfuhren. 1946 emigrierten sie nach Palästina.
Mirjam und Menachem Pinkhof sind die Eltern des Hochschullehrers für Mathematik und Informatik Yehuda Afek.